# Barrage de Rossens
Le barrage de Rossens, construit entre 1945 et 1948, retient le lac de la Gruyère dans le canton de Fribourg en Suisse.

## Dimensions du barrage
La hauteur totale du barrage est de 83 mètres, sa longueur au couronnement de 320 mètres. L'épaisseur est de 28 mètres à la base, de 14 mètres dans la région moyenne et se réduit à 5 mètres à la crête. Celle-ci est surmontée d'une route de 5,5 mètres de large flanquée de deux trottoirs et encorbellements de 1,5 mètre.

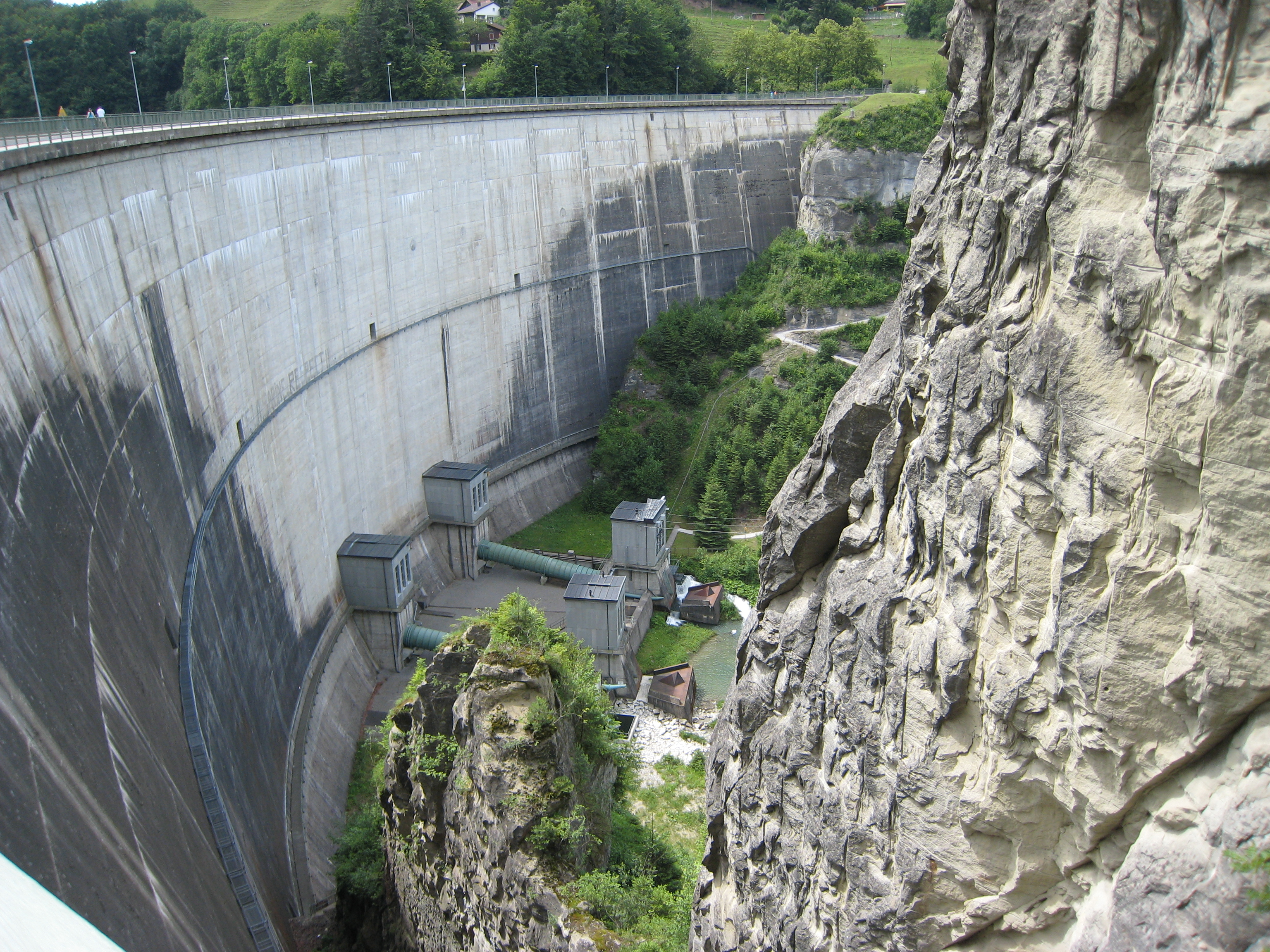
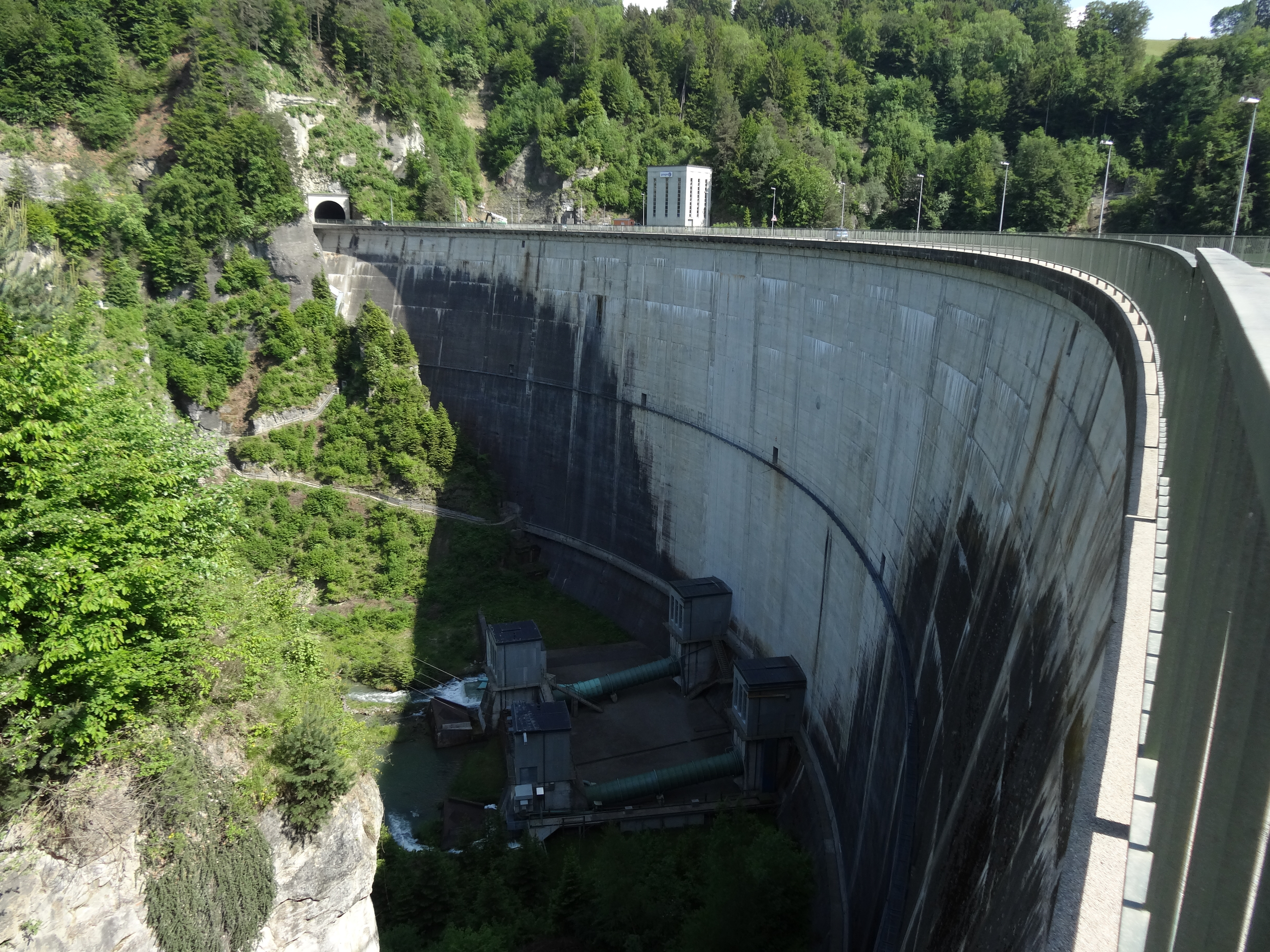

## Construction du barrage
La construction du barrage de Rossens débute au printemps 1945 pour se terminer définitivement le 17 novembre 1948. Le budget prévu était de 60 millions de francs suisses, mais le barrage a finalement coûté 1,114 million supplémentaires, soit 61,114 millions. Ce dépassement est dû à l'augmentation du salaire des ouvriers travaillant sur le chantier.

### Travaux préliminaires
Le printemps de l'année 1944 est consacré aux travaux préliminaires. Il a d'abord fallu chercher les graviers nécessaires à la construction. Ensuite, on prépara le terrain où on construira la digue de protection, en amont du barrage. Pour faciliter l'accès au barrage, il fallait construire une route sur la rive gauche. Cette route devait relier Rossens et l'emplacement du chantier. Un autre ouvrage restait à entreprendre avant l'édification proprement dite du barrage : il s'agissait de deux galeries de dérivation destinées à dévier les eaux durant la construction du barrage.

### Les matériaux
Le gravier destiné au béton provenait de la colline du Momont, dans la commune de Pont-la-Ville. Mais le ciment donna quelques problèmes aux responsables : l'après-guerre n'était pas une période des plus favorables pour garantir les matériaux suffisants pour ce genre d'importants travaux. Les responsables ont dû reporter les travaux prévus en hiver au printemps. Le ciment arrivait à Fribourg par chemin de fer : 250 tonnes journalières étaient ensuite transportées à Rossens par camion.

### La première pierre
C'est avec un retard de quelques semaines par rapport au programme prévu qu'eut lieu la mise en place de la première pierre. Le 29 mai 1946, une petite cérémonie marqua cet évènement. Les enfants eurent congé. Le curé-doyen de Pont-la-Ville bénit la première pierre. Cette pierre était en fait une benne de béton, coulée dans un coffrage de bois. Pour faire ce béton, il fallait du sable, du gravier et du ciment.

### Le barrage
Le béton sortait des malaxeurs et était reçu dans des bennes ; celles-ci étaient transportées par voie sur l'immense pont de service. Finalement le béton était déposé, au moyen de grues, à l'emplacement prévu. Il était coulé en couches régulières puis serré avec des pervibrateurs. Lorsqu'une couche était terminée, on installait un joint de reprise horizontal, destiné à assurer le collage avec la couche suivante. 

## Implications sociales liées au barrage et à son lac de retenue
Terminé en 1948, le barrage de Rossens, qui a employé environ un millier d’ouvriers pour sa construction, est enfin prêt à faire naître le lac de la Gruyère. Quinze communes sont mises à l’eau et quelque cent-cinquante habitants doivent s’en aller, laissant habitations, lieux de travail pour certains et souvenirs derrière eux. Au fil des mois, le paysage se transforme changeant ainsi le quotidien de la population de la Basse-Gruyère. Les avis au sujet de la construction du barrage et des changements qu’il a induits divergent mais le besoin que cette construction devait combler ne concède que très peu d’opposition au moment du vote. Précisément sept députés s’y opposèrent et la décision finale fit l’unanimité. En revanche, le lac peine à se faire accepter par la population au milieu du XXe siècle.

### Les premières années du lac de la Gruyère
Durant la seconde moitié du XXe siècle, les Gruériens ayant connu la Gruyère avec et sans lac acceptent ce dernier mais il reste quelque chose d’inconnu, quelque chose de mystérieux. Ils ne s’y baignent pas, certains en ont même peur et déconseillent à leurs enfants de s’y rendre, trouvant moins dangereux d’aller jouer dans les montagnes surplombant le lac que d’aller nager. Plusieurs légendes commencent à naître autour du lac, certains parlent même de tourbillons qui tirent les nageurs au fond des eaux.
Le lac a également éloigné les villages se trouvant sur les rives opposées ; auparavant le pont de Thusy permettait de relier directement Pont-la-Ville et Avry-devant-Pont mais il fut englouti par les eaux et les villages furent séparés par le lac. Avec les moyens de transport de l’époque, la communication directe devint compliquée et des amitiés furent séparées, les enfants mais aussi les adultes ont alors dû changer leurs habitudes et parfois recréer des liens avec d’autres personnes du même village et des villages environnants. 

### L'évolution du lac
À la fin du XXe siècle, et au début du XXIe siècle, le lac fait partie du paysage depuis environ cinquante ans et la grande majorité de la population n’a jamais connu la Gruyère sans son lac. Les activités telles que la navigation ou la baignade s'y multiplient mais le lac ne devient tout de même pas un atout touristique pour la région, si ce n'est par sa présence sur les cartes postales. 
Quelques lieux comme l’île d'Ogoz, le camping de Gumefens ou encore le bord du lac du côté de la Roche commencent à tirer avantage du lac mais ces endroits restent rares et les accès au lac sont souvent limités à d’anciennes routes qui menaient autrefois à divers lieux maintenant sous les eaux. 
Un sentier faisant le tour du lac est inauguré en 2014, il permet dès lors de suivre le bord du lac. 
Lorsque le lac descend, des promeneurs s’y rendent pour rejoindre l'île d'Ogoz ou alors pour marcher sur la plaine désertique.